# Lång-Viskasjön
Lång-Viskasjön är en sjö i Bjurholms kommun i Ångermanland och ingår i Lögdeälvens huvudavrinningsområde. Sjön har en area på 1,19 kvadratkilometer och ligger 262,1 meter över havet. Sjön avvattnas av vattendraget Holmsjöbäcken. Vid provfiske har abborre, gädda, lake och mört fångats i sjön.

## Delavrinningsområde
Lång-Viskasjön ingår i det delavrinningsområde (710460-163689) som SMHI kallar för Utloppet av Lång-Viskasjön. Medelhöjden är 329 meter över havet och ytan är 15,39 kvadratkilometer. Räknas de 19 avrinningsområdena uppströms in blir den ackumulerade arean 70,58 kvadratkilometer. Holmsjöbäcken som avvattnar avrinningsområdet har biflödesordning 2, vilket innebär att vattnet flödar genom totalt 2 vattendrag innan det når havet efter 90 kilometer. Avrinningsområdet består mestadels av skog (82 procent). Avrinningsområdet har 1,19 kvadratkilometer vattenytor vilket ger det en sjöprocent på 7,7 procent.